# Mustilia falcipennis
Mustilia falcipennis är en fjärilsart som beskrevs av Walker 1865. Mustilia falcipennis ingår i släktet Mustilia och familjen silkesspinnare. Inga underarter finns listade i Catalogue of Life.